# Luxemburgs voetbalelftal in 2007
Het Luxemburgs voetbalelftal speelde in totaal elf interlands in het jaar 2007, waaronder negen wedstrijden in de kwalificatiereeks voor de EK-eindronde 2008 in Oostenrijk en Zwitserland. De ploeg stond voor het derde opeenvolgende jaar onder leiding van oud-international Guy Hellers, die de Deen Allan Simonsen was opgevolgd. Voor het eerst sinds 1995 (!) behaalde Luxemburg weer eens een overwinning in het internationale voetbal. Mede daardoor steeg het land in 2007 op de FIFA-wereldranglijst van de 186ste (januari 2007) naar de 149ste plaats (december 2007). Doelman Jonathan Joubert en middenvelder René Peters waren de enige twee spelers die in 2007 in alle elf duels in actie kwamen, van de eerste tot en met de laatste minuut.

## Balans
| Wedstrijden | Wedstrijden | Wedstrijden | Wedstrijden | Doelpunten | Doelpunten | Doelpunten | Punten |
| Gespeeld    | Winst       | Gelijk      | Verlies     | Voor       | Tegen      | Saldo      | Punten |
| ----------- | ----------- | ----------- | ----------- | ---------- | ---------- | ---------- | ------ |
| 11          | 2           | 1           | 8           | 4          | 20         | –16        | 0.455  |

## Interlands
|                                                                 |                                          |       |                    |                                                                                            |
| 7 februari Vriendschappelijk № 476 «onderlinge duels» 19:00 uur | Luxemburg                                | 2 – 1 | Gambia             | Stade Alphonse Theis, Hesperange Toeschouwers: 520 Scheidsrechter: Claudio Circhetta (SUI) |
| 7 februari Vriendschappelijk № 476 «onderlinge duels» 19:00 uur | Aurélien Joachim 65' Chris Sagramola 83' |       | 15' Mustapha Jarju | Stade Alphonse Theis, Hesperange Toeschouwers: 520 Scheidsrechter: Claudio Circhetta (SUI) |

|                                                             |                     |       |                                           |                                                                                     |
| 24 maart EK-kwalificatie № 477 «onderlinge duels» 16:00 uur | Luxemburg           | 1 – 2 | Wit-Rusland                               | Stade Josy Barthel, Luxemburg Toeschouwers: 3.000 Scheidsrechter: Mark Whitby (WAL) |
| 24 maart EK-kwalificatie № 477 «onderlinge duels» 16:00 uur | Chris Sagramola 68' |       | 25' Tsimafei Kalachev 54' Vital Koetoezaw | Stade Josy Barthel, Luxemburg Toeschouwers: 3.000 Scheidsrechter: Mark Whitby (WAL) |

|                                                             |                                                      |       |           |                                                                                           |
| 28 maart EK-kwalificatie № 478 «onderlinge duels» 16:30 uur | Roemenië                                             | 3 – 0 | Luxemburg | Stadionul Ceahlăul, Piatra Neamț Toeschouwers: 12.000 Scheidsrechter: Romans Lajuks (LAT) |
| 28 maart EK-kwalificatie № 478 «onderlinge duels» 16:30 uur | Adrian Mutu 26' Cosmin Contra 56' Ciprian Marica 90' |       |           | Stadionul Ceahlăul, Piatra Neamț Toeschouwers: 12.000 Scheidsrechter: Romans Lajuks (LAT) |

|                                                           |                                     |       |           |                                                                                     |
| 2 juni EK-kwalificatie № 479 «onderlinge duels» 19:30 uur | Albanië                             | 2 – 0 | Luxemburg | Qemal Stafastadion, Tirana Toeschouwers: 3.500 Scheidsrechter: Lasha Silagava (GEO) |
| 2 juni EK-kwalificatie № 479 «onderlinge duels» 19:30 uur | Edmond Kapllani 38' Altin Haxhi 57' |       |           | Qemal Stafastadion, Tirana Toeschouwers: 3.500 Scheidsrechter: Lasha Silagava (GEO) |

|                                                           |           |                                                         |         |                                                                                            |
| 6 juni EK-kwalificatie № 480 «onderlinge duels» 19:15 uur | Luxemburg | 0 – 3                                                   | Albanië | Stade Josy Barthel, Luxemburg Toeschouwers: 1.413 Scheidsrechter: Paulius Malzinskas (LTU) |
| 6 juni EK-kwalificatie № 480 «onderlinge duels» 19:15 uur |           | 25' Ervin Skela 36' Edmond Kapllani 71' Edmond Kapllani |         | Stade Josy Barthel, Luxemburg Toeschouwers: 1.413 Scheidsrechter: Paulius Malzinskas (LTU) |

|                                                                  |           |       |         |                                                                                            |
| 22 augustus Vriendschappelijk № 481 «onderlinge duels» 20:00 uur | Luxemburg | 0 – 0 | Georgië | Stade Josy Barthel, Luxemburg Toeschouwers: 1.123 Scheidsrechter: Stephen Weatherall (NIR) |
| 22 augustus Vriendschappelijk № 481 «onderlinge duels» 20:00 uur |           |       |         | Stade Josy Barthel, Luxemburg Toeschouwers: 1.123 Scheidsrechter: Stephen Weatherall (NIR) |

|                                                                |           |                                                           |          |                                                                                        |
| 8 september EK-kwalificatie № 482 «onderlinge duels» 16:00 uur | Luxemburg | 0 – 3                                                     | Slovenië | Stade Josy Barthel, Luxemburg Toeschouwers: 2.012 Scheidsrechter: Sergiy Berezka (UKR) |
| 8 september EK-kwalificatie № 482 «onderlinge duels» 16:00 uur |           | 7' Klemen Lavrič 37' Milivoje Novakovič 47' Klemen Lavrič |          | Stade Josy Barthel, Luxemburg Toeschouwers: 2.012 Scheidsrechter: Sergiy Berezka (UKR) |

|                                                                 |                                                                    |       |           |                                                                                       |
| 12 september EK-kwalificatie № 483 «onderlinge duels» 18:30 uur | Bulgarije                                                          | 3 – 0 | Luxemburg | Vasil Levski Stadion, Sofia Toeschouwers: 8.000 Scheidsrechter: Bülent Demirlek (TUR) |
| 12 september EK-kwalificatie № 483 «onderlinge duels» 18:30 uur | Dimitar Berbatov 27' Dimitar Berbatov 28' Martin Petrov 54' (pen.) |       |           | Vasil Levski Stadion, Sofia Toeschouwers: 8.000 Scheidsrechter: Bülent Demirlek (TUR) |

|                                                               |             |                     |           |                                                                               |
| 13 oktober EK-kwalificatie № 484 «onderlinge duels» 16:00 uur | Wit-Rusland | 0 – 1               | Luxemburg | Tsentralny, Gomel Toeschouwers: 14.000 Scheidsrechter: Michael Svendsen (DEN) |
| 13 oktober EK-kwalificatie № 484 «onderlinge duels» 16:00 uur |             | 90' Alphonse Leweck |           | Tsentralny, Gomel Toeschouwers: 14.000 Scheidsrechter: Michael Svendsen (DEN) |

|                                                               |           |                                        |          |                                                                                     |
| 17 oktober EK-kwalificatie № 485 «onderlinge duels» 16:00 uur | Luxemburg | 0 – 2                                  | Roemenië | Stade Josy Barthel, Luxemburg Toeschouwers: 3.584 Scheidsrechter: Felix Brych (GER) |
| 17 oktober EK-kwalificatie № 485 «onderlinge duels» 16:00 uur |           | 42' Florentin Petre 61' Ciprian Marica |          | Stade Josy Barthel, Luxemburg Toeschouwers: 3.584 Scheidsrechter: Felix Brych (GER) |

|                                                                |                      |       |           |                                                                              |
| 17 november EK-kwalificatie № 486 «onderlinge duels» 19:30 uur | Nederland            | 1 – 0 | Luxemburg | De Kuip, Rotterdam Toeschouwers: 49.000 Scheidsrechter: Martin Hansson (SWE) |
| 17 november EK-kwalificatie № 486 «onderlinge duels» 19:30 uur | Danny Koevermans 43' |       |           | De Kuip, Rotterdam Toeschouwers: 49.000 Scheidsrechter: Martin Hansson (SWE) |

## FIFA-wereldranglijst
| JAN | FEB | MAR | APR | MEI | JUN | JUL | AUG | SEP | OKT | NOV | DEC |
| --- | --- | --- | --- | --- | --- | --- | --- | --- | --- | --- | --- |
| 186 | 181 | 178 | 177 | 178 | 174 | 174 | 174 | 176 | 150 | 152 | 149 |

## Statistieken
| Jonathan Joubert    | 1979-09-12 | F91 Dudelange      | 11 | 0 | 0 | 17 | 0 |
| Verdediging         |            |                    |    |   |   |    |   |
| Eric Hoffmann       | 1984-06-21 | Etzella Ettelbruck | 10 | 0 | 0 | 46 | 0 |
| Kim Kintziger       | 1987-04-02 | FC Differdange 03  | 9  | 0 | 0 | 17 | 0 |
| Jérôme Bigard       | 1985-02-16 | F91 Dudelange      | 7  | 1 | 0 | 8  | 0 |
| Jeff Strasser       | 1974-10-05 | FC Metz            | 7  | 0 | 0 | 82 | 5 |
| Jean Wagner         | 1969-12-03 | FC Differdange 03  | 3  | 0 | 0 | 3  | 0 |
| Benoît Lang         | 1983-12-19 | CS Fola Esch       | 2  | 0 | 0 | 5  | 0 |
| Claude Reiter       | 1981-07-02 | Etzella Ettelbruck | 2  | 0 | 0 | 35 | 1 |
| Clayton de Sousa    | 1988-02-24 | Jeunesse Esch      | 0  | 2 | 0 | 5  | 0 |
| Tim Heinz           | 1984-02-05 | CS Grevenmacher    | 0  | 1 | 0 | 6  | 0 |
| Middenveld          |            |                    |    |   |   |    |   |
| René Peters         | 1981-06-15 | Swift Hesperange   | 11 | 0 | 0 | 54 | 1 |
| Gilles Bettmer      | 1989-03-31 | SC Freiburg II     | 10 | 0 | 0 | 16 | 0 |
| Mario Mutsch        | 1984-09-03 | FC Aarau           | 10 | 0 | 0 | 23 | 0 |
| Sébastien Rémy      | 1974-04-16 | F91 Dudelange      | 9  | 0 | 0 | 50 | 0 |
| Ben Payal           | 1988-09-08 | Jeunesse Esch      | 8  | 3 | 0 | 14 | 0 |
| Claudio Lombardelli | 1987-10-14 | Jeunesse Esch      | 6  | 1 | 0 | 15 | 0 |
| Jérémie Peiffer     | 1980-04-07 | FC Differdange 03  | 2  | 0 | 0 | 2  | 0 |
| Carlos Ferreira     | 1980-08-24 | Etzella Ettelbruck | 1  | 6 | 0 | 16 | 0 |
| Alphonse Leweck     | 1981-12-16 | Etzella Ettelbruck | 0  | 3 | 1 | 37 | 2 |
| Aanval              |            |                    |    |   |   |    |   |
| Dan Collette        | 1985-04-02 | Jeunesse Esch      | 6  | 1 | 0 | 18 | 0 |
| Joël Kitenge        | 1987-11-12 | FC Lienden         | 4  | 1 | 0 | 7  | 0 |
| Daniel Huss         | 1979-10-08 | CS Grevenmacher    | 2  | 1 | 0 | 47 | 3 |
| Aurélien Joachim    | 1986-08-10 | FC Differdange 03  | 1  | 1 | 0 | 14 | 0 |
| Daniel da Mota      | 1985-09-11 | Etzella Ettelbruck | 0  | 8 | 0 | 8  | 0 |
| Chris Sagramola     | 1988-02-25 | Jeunesse Esch      | 0  | 5 | 2 | 8  | 2 |

FLF · A-internationals · Bondscoaches · Statistieken · Luxemburgs vrouwenelftal · Luxemburg U21 · Luxemburg U19 · Luxemburg U18 · Luxemburg U17 · Luxemburg U16
1911 – 1919 ·
1920 – 1929 ·
1930 – 1939 ·
1940 – 1949 ·
1950 – 1959 ·
1960 – 1969 ·
1970 – 1979 ·
1980 – 1989 ·
1990 – 1999 ·
2000 – 2009 ·
2010 – 2019 ·
2020 − 2029
OS 1920 · 
OS 1924 · 
OS 1928 · 
OS 1936 · 
OS 1948 · 
OS 1952
1911 · 
1912 · 
1913 · 
1914 · 
1915 · 1916 · 1917 · 1918 · 1919 · 
1920 · 
1921 · 1922 · 1923 · 
1924 · 
1925 · 1926 · 
1927 · 
1928 · 
1929 · 1930 · 1931 · 1932 · 1933 · 
1934 · 
1935 · 
1936 · 
1937 · 
1938 · 
1939 · 
1940 · 
1941 · 1942 · 1943 · 1944 · 
1945 · 
1946 · 
1947 · 
1948 · 
1949 · 
1950 · 
1952 · 
1952 · 
1953 · 
1954 · 
1955 · 
1956 · 
1957 · 
1958 · 
1959 · 
1960 · 
1961 · 
1962 · 
1963 · 
1964 · 
1965 · 
1966 · 
1967 · 
1968 · 
1969 · 
1970 · 
1971 · 
1972 · 
1973 · 
1974 · 
1975 · 
1976 · 
1977 · 
1978 · 
1979 · 
1980 · 
1981 · 
1982 · 
1983 · 
1984 · 
1985 · 
1986 · 
1987 · 
1988 · 
1989 · 
1990 · 
1991 · 
1992 · 
1993 · 
1994 · 
1995 · 
1996 · 
1997 · 
1998 · 
1999 · 
2000 · 
2001 · 
2002 · 
2003 · 
2004 · 
2005 · 
2006 · 
2007 · 
2008 · 
2009 · 
2010 · 
2011 · 
2012 · 
2013 · 
2014 · 
2015 ·
2016 ·
2017 ·
2018 ·
2019 ·
2020 ·
2021
Afghanistan ·
Albanië ·
Algerije ·
Armenië ·
Azerbeidzjan ·
België ·
Bosnië en Herzegovina ·
Brazilië ·
Bulgarije ·
Canada ·
Cyprus ·
DDR ·
Denemarken ·
(West-)Duitsland ·
Egypte ·
Engeland ·
Estland ·
Faeröer ·
Finland ·
Frankrijk ·
Gambia ·
Georgië ·
Griekenland ·
Hongarije ·
Ierland ·
IJsland ·
Israël ·
Italië ·
Japan ·
Joegoslavië ·
Kaapverdië ·
Kameroen ·
Kazachstan ·
Letland ·
Liechtenstein ·
Litouwen ·
Madagaskar ·
Malta ·
Marokko ·
Mexico ·
Moldavië ·
Montenegro ·
Myanmar ·
Nederland ·
Nigeria ·
Noord-Ierland ·
Noord-Macedonië ·
Noorwegen ·
Oekraïne ·
Oostenrijk ·
Polen ·
Portugal ·
Qatar ·
Roemenië ·
Rusland ·
San Marino ·
Saoedi-Arabië ·
Schotland ·
Senegal ·
Servië ·
Servië en Montenegro ·
Slovenië ·
Slowakije ·
Sovjet-Unie ·
Spanje ·
Thailand ·
Togo ·
Tsjechië ·
Tsjecho-Slowakije ·
Turkije ·
Uruguay ·
Verenigde Staten ·
Wales ·
Wit-Rusland ·
Zuid-Korea ·
Zweden ·
Zwitserland